# Caliban (Band)

Frühere Logovariante von Caliban

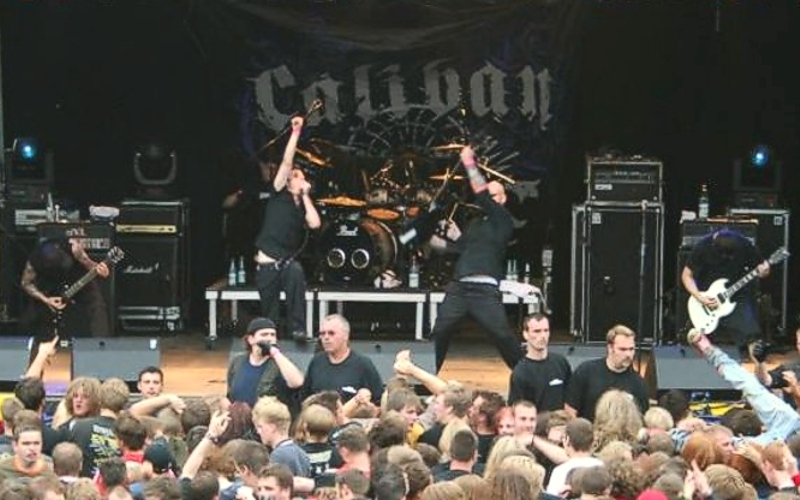
Caliban bei Rock am Deich im Jahr 2005

Caliban ist eine deutsche Metalcore-Band aus Hattingen. Der Name leitet sich vom deformierten Sohn der Hexe Sycorax in William Shakespeares Der Sturm ab. Caliban gelten neben Heaven Shall Burn als wichtigste Vertreter des deutschen Metalcore.

## Geschichte

### A Small Boy and a Grey HeavenundVent(1997 bis 2002)

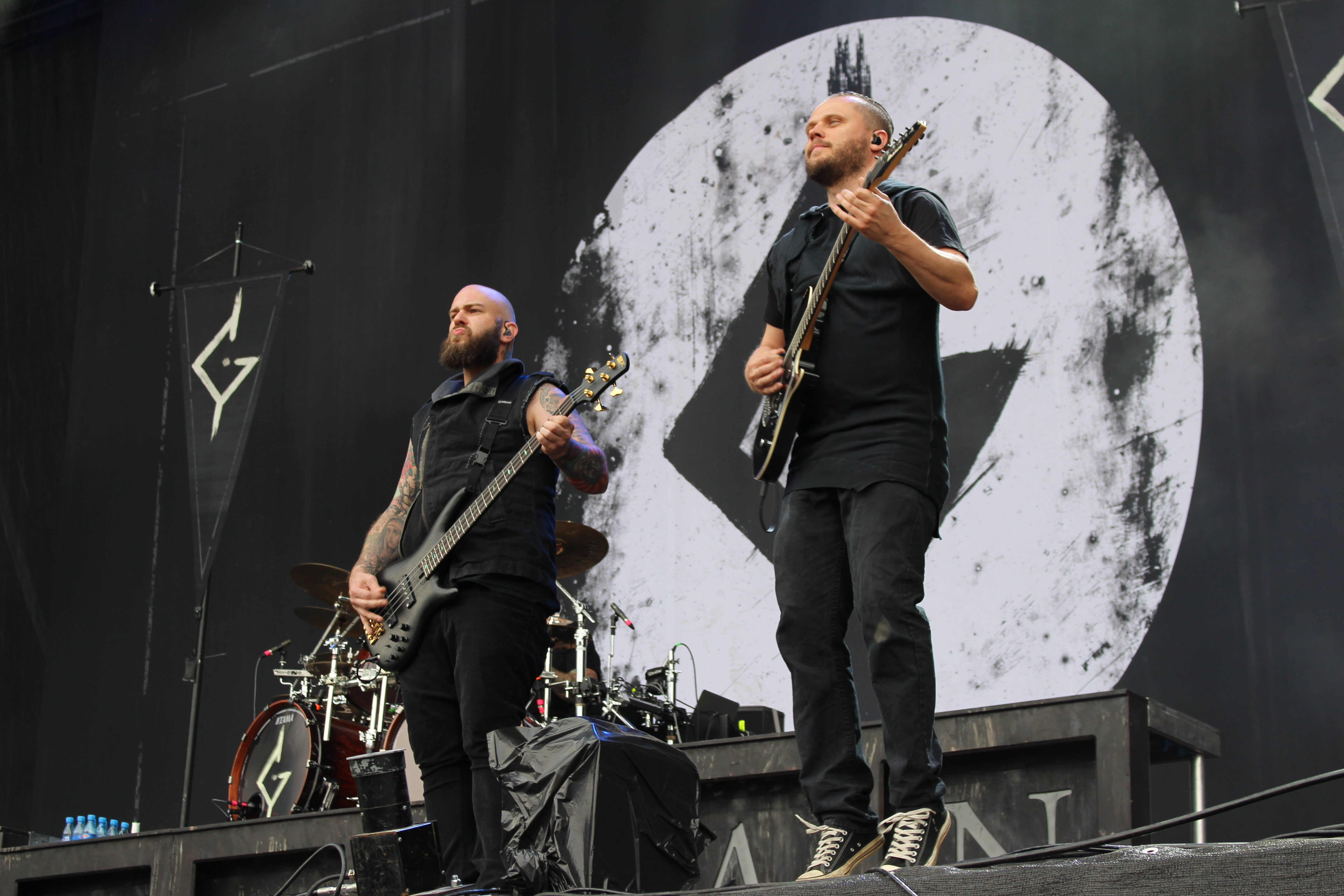
Marco Schaller und Denis Schmidt am Nova Rock 2016

Caliban wurde 1997 in Hattingen unter dem Namen Never Again gegründet. Zu Beginn bestand die Band aus den Sängern Andreas Dörner und Marc Ulfig, den Gitarristen Björn Kaiser und Marc Görtz, dem Bassisten Engin Güres und dem Schlagzeuger Kai Kogelheide. In dieser Kombination wurde eine selbstbetitelte Demo aufgenommen. Nach sechs Monaten des Zusammenspielens und mehreren Mitgliederwechseln – so traten Ulfig, Kaiser und Kogelheide aus, Letztere wurden von Claus Wilgenbusch und Robert Krämer ersetzt – nahm die Band zwei Songs für eine Kompilation auf, die jedoch niemals veröffentlicht wurden. Die Songs wurden an verschiedene Plattenfirmen geschickt. Daraufhin nahm Lifeforce Records die Band – nun unter dem Namen Caliban – unter Vertrag. Die erste selbstbenannte EP erschien im Sommer 1998. Um die CD bekannt zu machen, spielten Caliban viele Auftritte in ganz Europa und unterstützten unter anderem Morning Again, Earth Crisis und Cro-Mags.

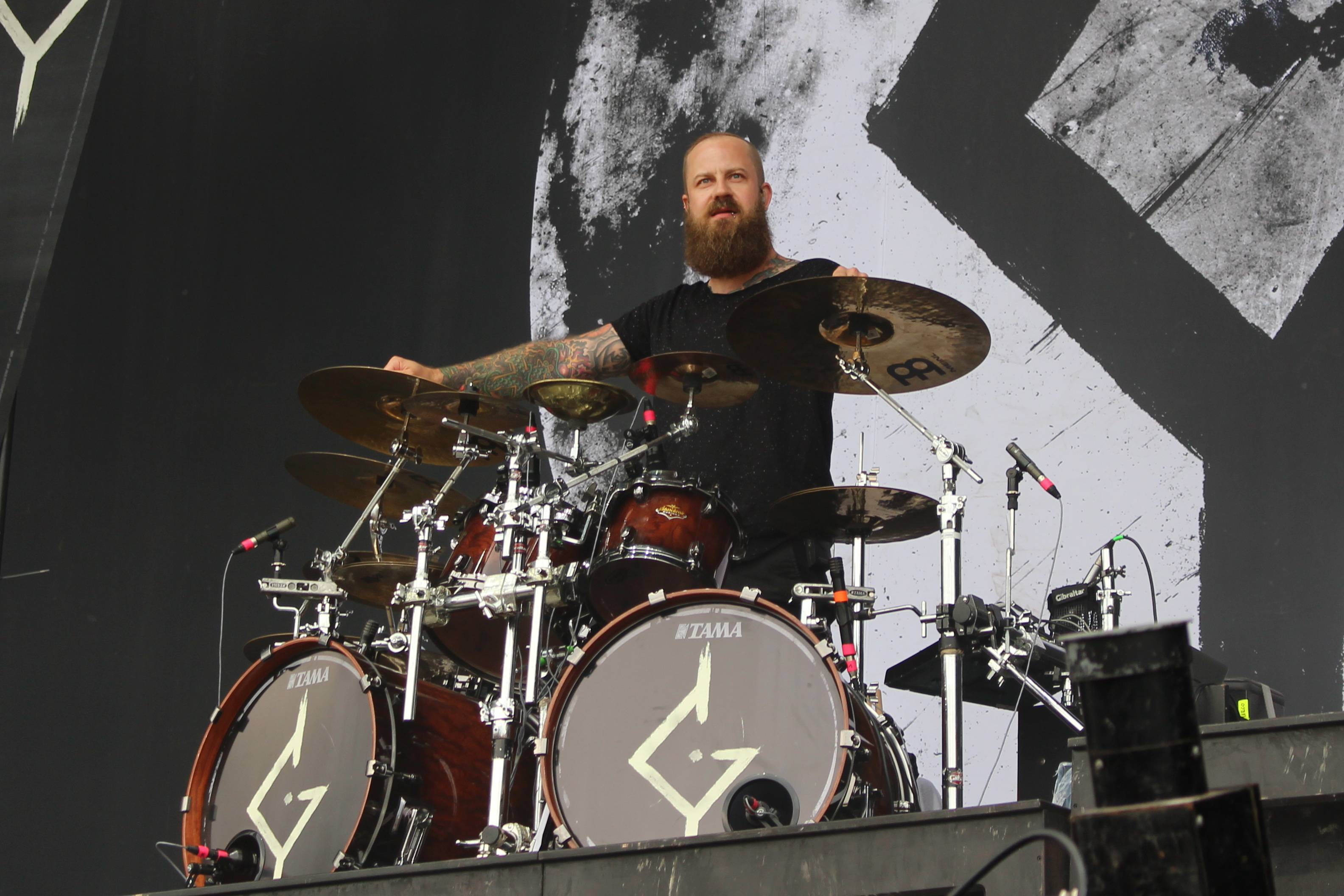
Patrick Grün am Nova Rock 2016

Nach der Europa-Tour 1999 begaben sich Caliban ins Studio, um ihr erstes Album A Small Boy and a Grey Heaven aufzunehmen. Kurz nach der Veröffentlichung verließ Claus Wilgenbusch die Band aus persönlichen Gründen und wurde durch Thomas Sielemann ersetzt. Mit Sielemann an der zweiten Gitarre nahmen Caliban vier Songs für eine Split mit der befreundeten Band Heaven Shall Burn auf. Im April 2001 veröffentlichte die Band ihr zweites Album Vent, welche auch über Imperium Records und Howling-Bull Records in Japan veröffentlicht wurde. Anschließend spielten sie auf dem Beast Feast Festival mit Bands wie Slayer, Pantera, Machine Head, Biohazard und Morbid Angel.

### Shadow Hearts,The Opposite from WithinundThe Undying Darkness(2002 bis 2007)
Shadow Hearts, das dritte Album der Band, folgte im Jahr 2003. Durch eine anschließende Japan-Tour mit Killswitch Engage und Shadows Fall konnten sie ihren Bekanntheitsgrad weiter steigern. Im Januar 2004 begannen die Aufnahmen für das vierte Album, The Opposite from Within. Für dieses Album konnten sie Anders Fridén, seines Zeichens Frontmann bei In Flames, für die Produktion gewinnen. Abgemischt wurde es von Andy Sneap, der bereits für Bands wie Machine Head, Arch Enemy oder Killswitch Engage arbeitete. The Opposite from Within erschien im September 2004 beim neuen Label Roadrunner Records.
Von September bis Oktober 2005 befanden sich Caliban im Studio, um ihr fünftes Studioalbum The Undying Darkness aufzunehmen. Musikalisch gab es einige Veränderungen. Besonders auffällig sind die zahlreichen clean gesungenen Parts des Gitarristen Denis Schmidt. Die CD erreichte in den deutschen Charts Platz 73, was für eine Metalcore-Band einen außerordentlichen Erfolg darstellt. Im Sommer des Jahres 2006 spielte die Band auf dem Wacken Open Air. Von Frühling 2007 bis Sommer 2007 spielten Caliban im Rahmen der Darkness over Europe-Tour als Headliner zusammen mit All Shall Perish, Bleeding Through und I Killed the Prom Queen Konzerte in ganz Europa.

### The AwakeningundSay Hello to Tragedy(2007 bis 2009)
Am 25. Mai 2007 erschien Calibans sechstes Album, The Awakening. Die CD erreichte Platz 36 in den deutschen Albencharts. Im Sommer 2007 spielten Caliban auf vielen europäischen Festivals, darunter auch in Deutschland auf dem With Full Force und dem Summer Breeze. Von September bis Oktober 2007 gaben Caliban zusammen mit Soilwork, Dark Tranquillity und Sonic Syndicate im Rahmen der Eastpak Antidote Tour Konzerte in ganz Europa. Am 23. Oktober 2007 erschien das Album The Awakening dann auch in Amerika via Century Media.
Im Jahr 2009 änderte Roadrunner US ihre Labelpolitik und bot der Band einen 360°-Deal an. Damit hätte die Plattenfirma nicht nur von Albumverkäufen profitiert, sondern auch einen Teil der Einnahmen von den Konzerten und dem Merchandising der Band erhalten. Caliban lehnten das Angebot ab und stehen seit Juni 2009 bei Century Media Records unter Vertrag. Ihr siebtes Album Say Hello to Tragedy wurde wie das Vorgängeralbum von Benny Richter produziert, von Marc Görtz ko-produziert und von Killswitch-Engage-Gitarrist Adam Dutkiewicz gemixt. Say Hello to Tragedy erschien in Deutschland, Österreich und der Schweiz am 21. August 2009. In weiteren Ländern Europas wurde das Album am 24. August 2009, in den USA am 25. August 2009 veröffentlicht. Das Cover-Artwork für dieses Album wurde von Bastian Sobtzick, dem Frontmann der Metalcore-Band Callejon erstellt.

### I Am Nemesis,Ghost Empire,GravityundElements(seit 2011)

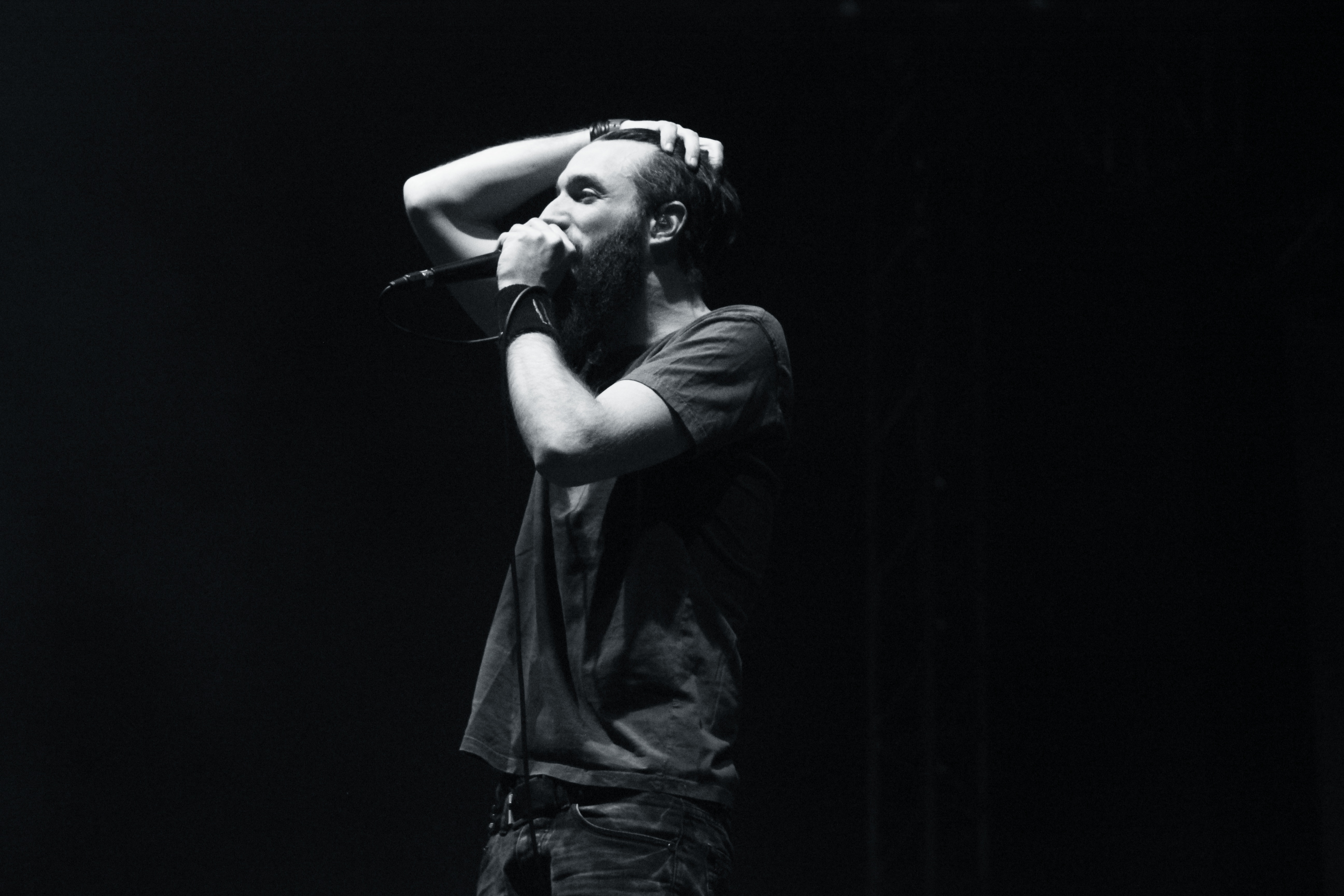
Andreas Dörner beim With Full Force 2013

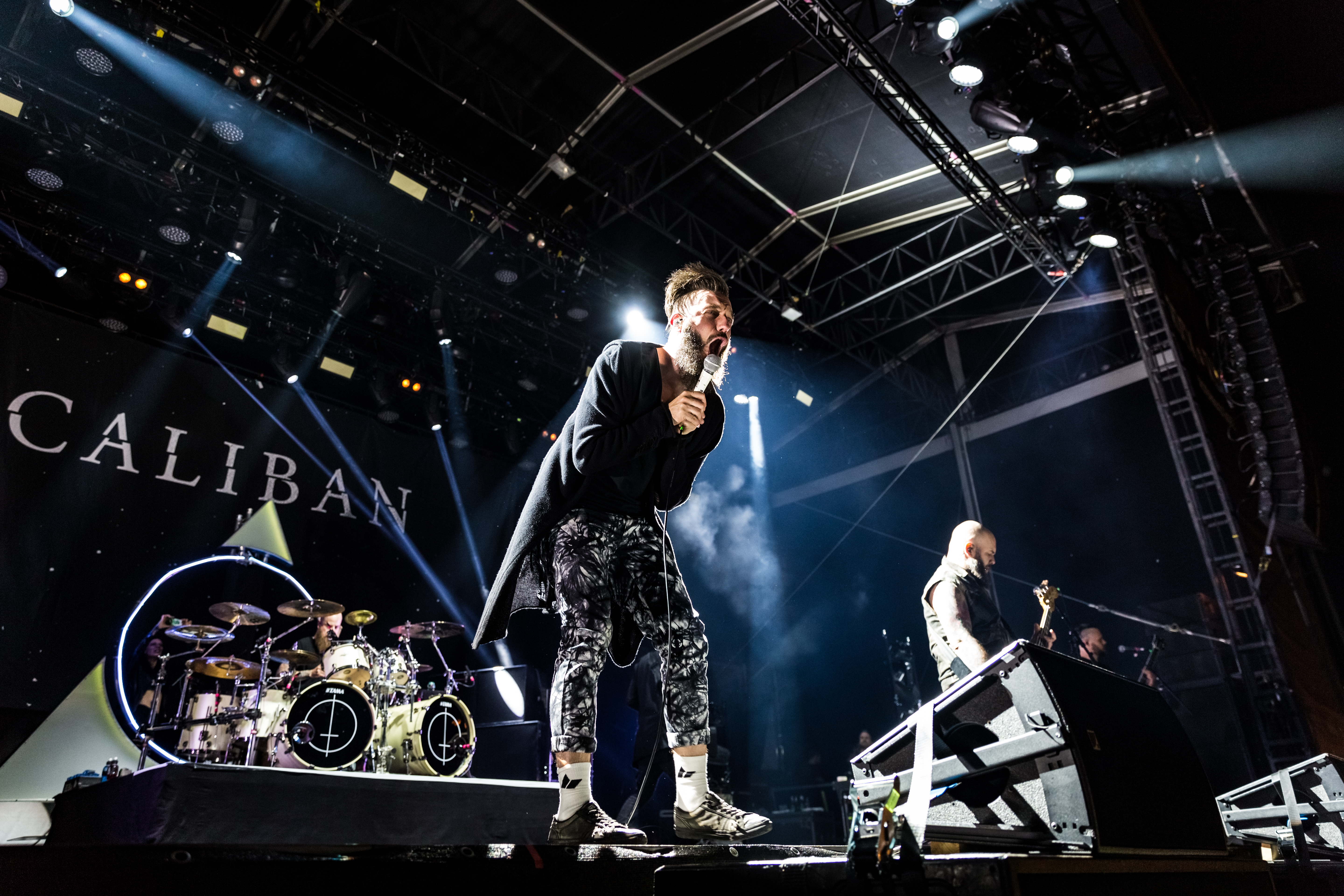
Caliban live bei Rock am Ring 2018

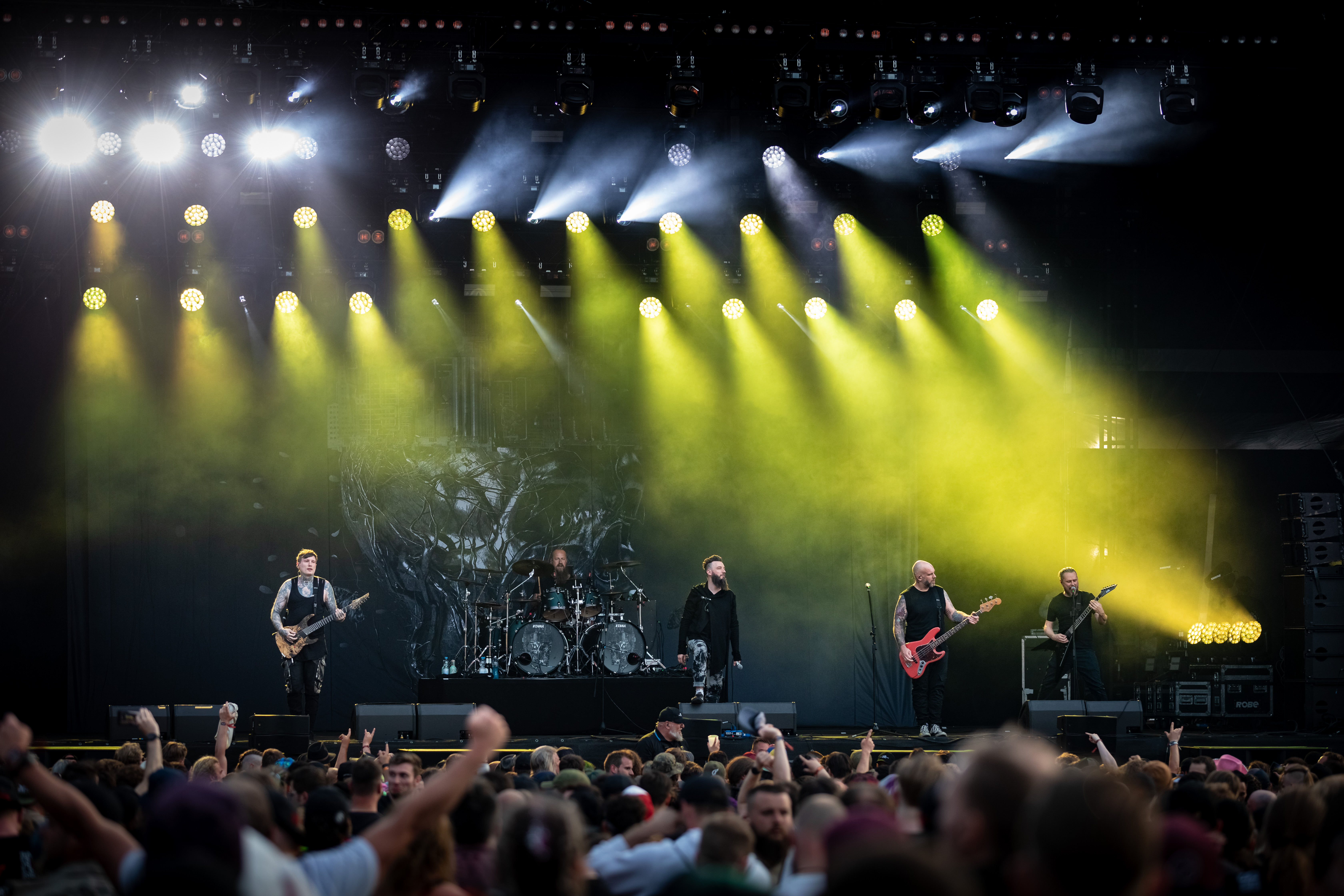
Caliban live bei Rock am Ring 2022

Im Mai 2011 erschien die EP Coverfield. Sie enthält Coverversionen von vier Liedern (Rammstein – „Sonne“, Type O Negative – „My Girlfriend’s Girlfriend“, The Beatles – „Helter Skelter“ und At the Gates – „Blinded By Fear“). Am 3. Februar 2012 veröffentlichten Caliban ihr achtes Studioalbum I Am Nemesis, welches auch als Download-Version angeboten wurde. Zudem befand sich die Band vom 2. Februar bis 25. Februar 2012 auf der Get infected Tour 2012. Im Herbst 2012 war die Band gemeinsam mit As I Lay Dying, Trivium und Upon a Burning Body auf Europa-Tour.
Am 4. Oktober 2013 wurde als letzte Auskopplung aus dem Album I Am Nemesis das Video This Oath veröffentlicht. Anschließend arbeitete die Band an ihrem neunten Studioalbum Ghost Empire sowie an einer DVD, die dem Album als Bonusmaterial beiliegen soll. Ghost Empire erschien am 24. Januar 2014. Für das Cover-Artwork war The Art of Christopher Lovell zuständig.
Am 25. März 2016 wurde das zehnte Studioalbum Gravity veröffentlicht.
Im Januar 2018 wurde das elfte Studioalbum Elements angekündigt, welches am 6. April 2018 erschien. Am 9. Februar 2018 erschien das erste zugehörige Musikvideo zum Lied Intoxicated.
2022 erschien mit Dystopia ein neues Studioalbum im Frühjahr. Ende September 2022 trennte sich die Band vom Bassisten Marco Schaller.

## Diskografie

### Alben
| Jahr | Titel Musiklabel                                | Höchstplatzierung, Gesamtwochen, AuszeichnungChartplatzierungen (Jahr, Titel, Musiklabel, Platzierungen, Wochen, Auszeichnungen, Anmerkungen) | Höchstplatzierung, Gesamtwochen, AuszeichnungChartplatzierungen (Jahr, Titel, Musiklabel, Platzierungen, Wochen, Auszeichnungen, Anmerkungen) | Höchstplatzierung, Gesamtwochen, AuszeichnungChartplatzierungen (Jahr, Titel, Musiklabel, Platzierungen, Wochen, Auszeichnungen, Anmerkungen) | Anmerkungen                              |
| Jahr | Titel Musiklabel                                | DE | CH | AT | Anmerkungen                              |
| ---- | ----------------------------------------------- | --- | --- | --- | ---------------------------------------- |
| 1999 | A Small Boy and a Grey Heaven Lifeforce Records | — | — | — | Erstveröffentlichung: 14. Dezember 1999  |
| 2001 | Vent Lifeforce Records                          | — | — | — | Erstveröffentlichung: 27. Januar 2001    |
| 2003 | Shadow Hearts Lifeforce Records                 | — | — | — | Erstveröffentlichung: 31. Januar 2003    |
| 2004 | The Opposite from Within Roadrunner Records     | — | — | — | Erstveröffentlichung: 20. September 2004 |
| 2006 | The Undying Darkness Roadrunner Records         | DE73 (2 Wo.)DE | — | — | Erstveröffentlichung: 27. Februar 2006   |
| 2007 | The Awakening Roadrunner Records                | DE36 (2 Wo.)DE | AT74 (1 Wo.)AT | — | Erstveröffentlichung: 25. Mai 2007       |
| 2009 | Say Hello to Tragedy Century Media              | DE36 (1 Wo.)DE | AT64 (1 Wo.)AT | CH87 (1 Wo.)CH | Erstveröffentlichung: 21. August 2009    |
| 2012 | I Am Nemesis Century Media                      | DE21 (2 Wo.)DE | AT47 (1 Wo.)AT | CH61 (1 Wo.)CH | Erstveröffentlichung: 3. Februar 2012    |
| 2014 | Ghost Empire Century Media                      | DE7 (3 Wo.)DE | AT32 (1 Wo.)AT | CH51 (1 Wo.)CH | Erstveröffentlichung: 24. Januar 2014    |
| 2016 | Gravity Century Media                           | DE15 (2 Wo.)DE | AT26 (2 Wo.)AT | CH27 (1 Wo.)CH | Erstveröffentlichung: 25. März 2016      |
| 2018 | Elements Century Media                          | DE6 (2 Wo.)DE | AT26 (1 Wo.)AT | CH38 (1 Wo.)CH | Erstveröffentlichung: 6. April 2018      |
| 2021 | Zeitgeister Century Media                       | DE15 (1 Wo.)DE | — | — | Erstveröffentlichung: 15. Mai 2021       |
| 2022 | Dystopia Century Media                          | DE6 (1 Wo.)DE | — | — | Erstveröffentlichung: 22. April 2022     |
| 2025 | Back from Hell Century Media                    | DE33 (1 Wo.)DE | — | CH93 (… Wo.)CH | Erstveröffentlichung: 25. April 2025     |

### Singles und Promo-CDs
- 2003: The Seventh Soul / Scream from the Abyss (Lifeforce Records)
- 2004: The Beloved and the Hatred (Roadrunner Records)
- 2006: It’s Our Burden to Bleed (Roadrunner Records)
- 2006: Nothing Is Forever (Roadrunner Records)
- 2007: I Will Never Let You Down (Roadrunner Records)
- 2007: Life Is Too Short (Roadrunner Records)
- 2009: 24 Years / Caliban’s Revenge (Century Media)
- 2012: Sonne (Coverfield-EP, Century Media)
- 2012: Memorial (Century Media)
- 2014: Nebel (Century Media)
- 2015: The Beloved and the Hatred (neu aufgenommen, Roadrunner Records)
- 2017: BrOKen (Century Media)
- 2022: The Shadow (Century Media)
- 2024: I Was a Happy Kid Once (Century Media)
- 2024: Echoes (Century Media)

### Videoalben
- 2014: Ghost Empire - On Tour with Caliban 2013 (Century Media)

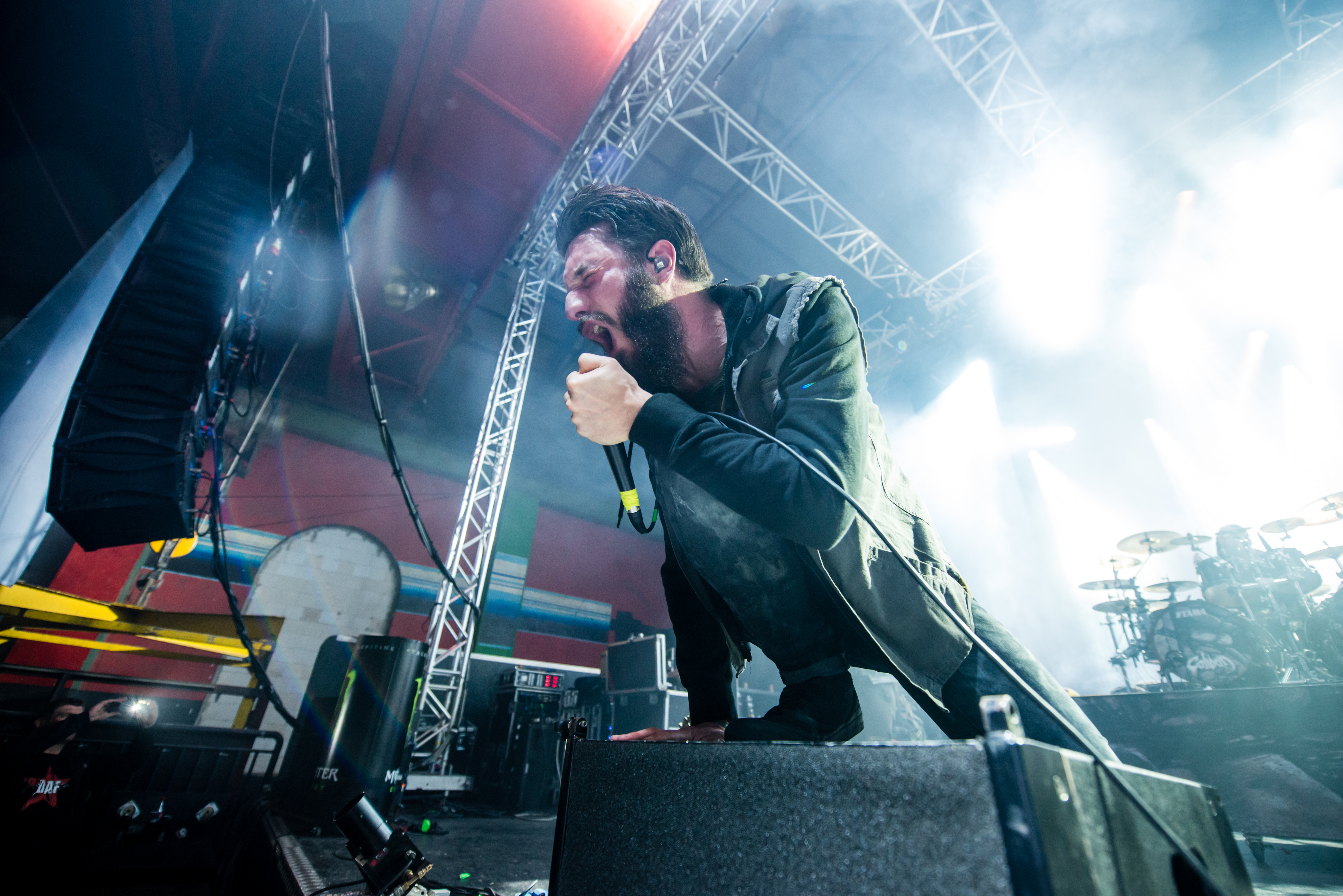
Caliban beim Impericon Festival 2015, Oberhausen

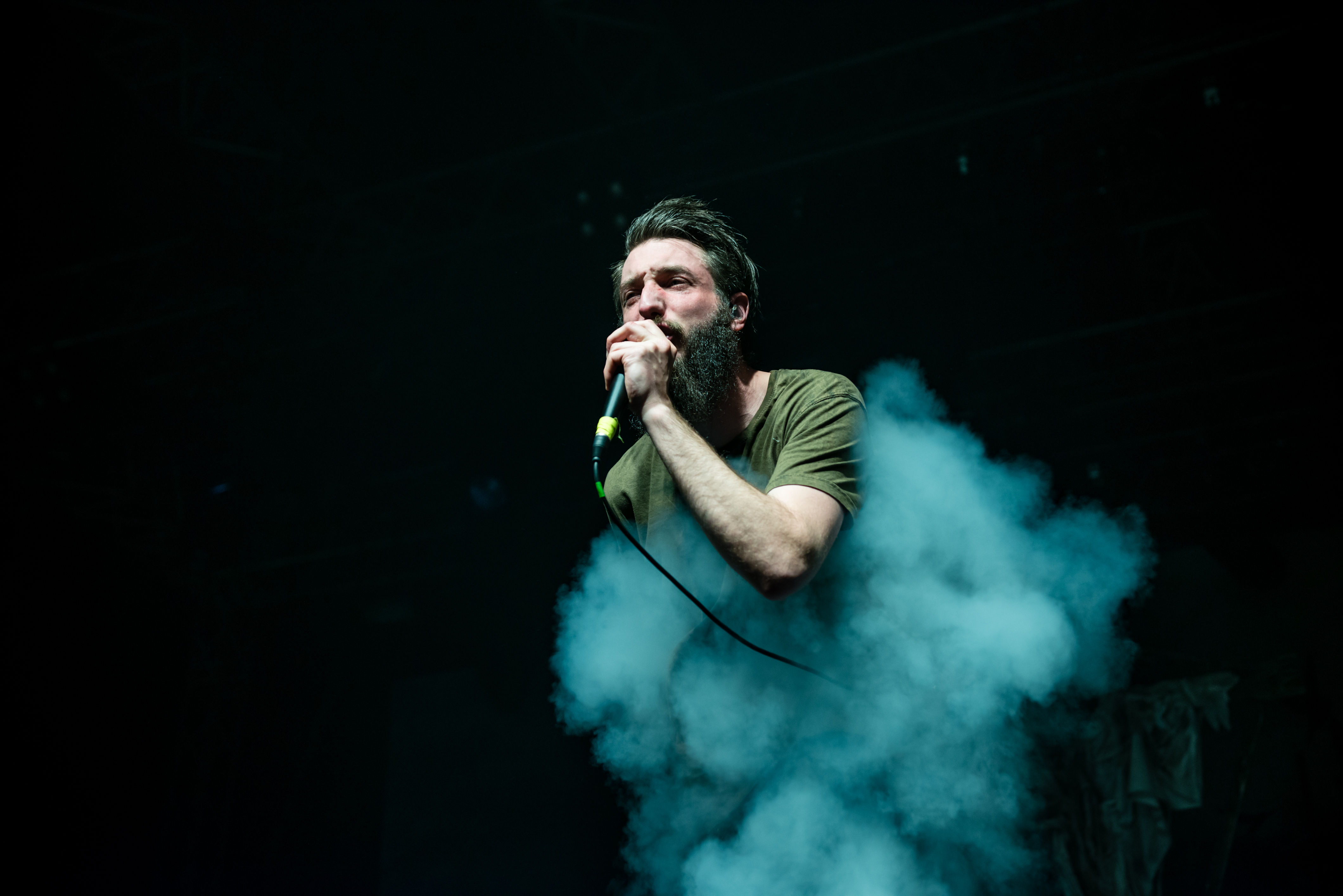
Andreas Dörner beim Impericon Festival 2015, Oberhausen

### Sonstiges
- 1997: Never Again (Demo – Kassette, Ohne Label)
- 1998: Caliban (EP; Lifeforce Records)
- 1999: Advance Tape (Demo – Kassette, Lifeforce Records)
- 2000: The Split Program (Split-EP mit Heaven Shall Burn; Lifeforce Records)
- 2004: The Opposite from Within (Demo – Kassette, Roadrunner Records)
- 2005: The Split Program II (Split-EP mit Heaven Shall Burn; Lifeforce Records, Century Media)
- 2011: Coverfield (EP; Century Media)
- 2017: Memoirs (2009–2017) (Century Media)